# Karatia Union (Tangail)
Karatia Union (bengalisch করটিয়া ইউনিয়ন) ist eine Union, die kleinste Verwaltungseinheit von Bangladesch. Sie liegt im Tangail Sadar Upazila und ist ein Vorort von Tangail. Der Ort liegt etwa 6,5 km südwestlich vom Stadtzentrum von Tangail und 92 km nordwestlich von Dhaka. Es ist der Stammsitz der Familie Karatia Zamindari.

## Geographie
Der Ort liegt südwestlich von Tangail an der N5 und wird im Osten teilweise vom Fluss Bongshai begrenzt. im Umkreis liegen die Verwaltungseinheiten:
| Paurashava | Gharinda                                    | Fulki |
| Pathrail   | Kompassrose, die auf Nachbargemeinden zeigt | Habla |
| Pathrail   | Delduar                                     | Habla |

## Bevölkerung
2011 hatte Karatia Union 10.260 Haushalte und eine Bevölkerung von 46.489 Einwohnern. Die Alphabetisierungsrate (ab einem Alter von 7 Jahren) lag bei 58,9 % (m.: 62,5 %, w.: 55,1 %). 2017 wurden 70.000 angegeben.

## Bildung
Vor Ort gibt es das Government Saadat College. Fast 10.000 Studenten aus Karatia und verschiedenen Teilen von Tangail werden dort täglich beschult.